# Кирилин, Александр Иванович
Александр Иванович Кирилин (20 августа 1949, Москва, РСФСР, СССР — 28 июля 2003, Москва, Россия) — советский и российский актёр театра и кино.

## Биография
Родился 20 августа 1949 года в Москве в полноценной семье матери и отца, которые являлись служащими.
Учился в средней школе. После её окончания задумался о карьере актёра. В 1967 году поступил на актёрский факультет Школы-студии МХАТ к В. К. Монюкову. В 1971 году получил диплом об окончании и вступил в труппу МХАТа имени М. Горького, в которой Кирилин прослужил восемь лет. В театре сыграл девять ролей, в том числе и главную роль Валентина в пьесе М. М. Рощина «Валентин и Валентина», снимался в советских фильмах.
В 1979 году карьера Кирилина пошла на спад, в это время появился первый ребёнок. Что бы содержать семью, Кирилин подрабатывал в других сферах деятельности, но от основной карьеры не отказывался, продолжая сниматься в кино, хоть и в небольших ролях. К концу 1980-х годов был уже многодетным отцом с тремя детьми на руках. Последняя работа была в 1990 году в фильме «Взбесившийся автобус», где Кирилин сыграл роль комитетчика.
Ушёл из жизни 28 июля 2003 года в Москве. Причина смерти не известна. Похоронен на Преображенском кладбище.

## Фильмография
- 1973 — Моя судьба — Семён Горшков
- 1973 — Однажды летом. Жених и невеста — Серёжа, вожатый
- 1974 — Соло для часов с боем — санитар
- 1975 — Первые пассажиры — Том
- 1975 — Степные раскаты — прапорщик Алексей, сын генерала Тучнова
- 1978 — Сладкоголосая птица юности — Бадд
- 1980 — Берём всё на себя — Влас Шергин
- 1985 — Город над головой — Гречишкин
- 1989 — Пиры Валтасара, или Ночь со Сталиным — участие
- 1990 — Взбесившийся автобус — комитетчик

## Оценочные мнения
- Со слов киноведа Алексей Тремасова, Кирилин являлся талантливым мальчиком, высокого роста, с яркими внешними данными. Тремасов подметил, что на начальном творческом этапе карьеры, судьба к нему была благосклонна, а в последующие годы службы во МХАТе не стали для него обнадёживающими, сыграв в театре девять ролей, в том числе и главную. Также Тремасов поведал о том, что 1979 год стал началом спада карьеры артиста[1].